# The Lily
22°14′08″N 114°12′00″E / 22.235421°N 114.200074°E
The Lily，又名百合花，是香港一座建築物，位於香港島南區淺水灣淺水灣道129號，分為4座，是除了影灣園外當地的一個地標。發展商為華懋集團，經歷了11年的洗禮，項目最終由出售更改為酒店，再更改為出租單位，管理公司為如心酒店集團；於2010年6月1日啟用。

## 歷史
該處前身是一座80個單位名為萊敦閣（Royen Court）的英國軍官宿舍，於1995年拆除。1997年8月，該地皮被香港政府以住宅用地拍賣，最後由華懋集團以55.5億港元投得，每平方呎的價格約16,000港元，打破當時香港住宅地皮呎價的紀錄。翌年年中，工程展開，耗資25億港元，於2006年2月落成，惟華懋集團一直未有出售任何單位。至2007年，才申請將其改變用途為酒店。不過截至2010年1月啟用前，該建築物一直空置。

## 特色
The Lily 由英國著名建築師設計，利用力學原理大樓由下而上漸進式地向外展開，像一朵盛放的百合花。大樓樓高30層，共有100個單位，所有單位均擁有海景。

## 發展
2010年4月，華懋集團宣佈 The Lily 提供共100個出租單位，當中34伙作服務式住宅，單位面積最小為1,800方呎，於2010年6月入伙。

## 註腳
1. ↑  . TodayIR - 上市公司新聞稿. 4月28日. [永久]